# Сергеевская (Шенкурский район)
Сергеевская — деревня в Шенкурском районе Архангельской области. Входит в состав муниципального образования «Федорогорское».

## География
Деревня расположена в южной части Архангельской области, в таёжной зоне, в пределах северной части Русской равнины, в 8,5 километрах на юг от города Шенкурска, на правом берегу реки Шеньга, притока Ваги. Ближайшие населённые пункты: на западе деревня Кирилловская.
Часовой пояс
Сергеевская, как и вся Архангельская область, находится в часовой зоне МСК (московское время). Смещение применяемого времени относительно UTC составляет +3:00.

## Население
| 2002 | 2010 | 2012 |
| ---- | ---- | ---- |
| 12   | ↘6   | ↘5   |